# Фружина Бравік
Фружина Бравік (угор. Fruzsina Brávik, 6 жовтня 1986) — угорська ватерполістка.
Учасниця Олімпійських Ігор 2008 року. Чемпіонка світу 2005 року.